# Budj Bim
Budj Bim, også kendt som Mount Eccles, er en sovende vulkan nær Macarthur i den sydvestlige del af Victoria i Australien. Den ligger inden for det geologisk definerede område kendt som Newer Volcanics Province, som er det yngste vulkanske område i Australien og strækker sig fra det vestlige Victoria til det sydøstlige Syd Australien .
Det ligger i Budj Bim Nationalpark. Budj Bim er Gunditjmara (en)-navnet, der betyder "højt hoved". Den groft koniske top er 178 meter høj. Toppen er en scoria-bakke, der blev kastet op ved siden af en gruppe på tre overlappende vulkanske kratere, der nu indeholder Lake Surprise. En række mindre kratere og scoria-kegler løber mod sydøst. Flere Lavastrømme udvider den til at danne en skjoldvulkan. Denne lavastrøm, kendt som Tyrendarra-lavastrømmen, ændrede områdets afvandingsmønster og skabte store vådområder.
Store områder vest og sydvest for bjerget har været opført som kulturarv. Budj Bim kulturarvsområderne omfatter Tyrendarra Indfødtes beskyttede område (en) (erklæret december 2003), Budj Bim National Heritage Landskab (tilføjet til National Heritage List i juli 2004) og Budj Bim Cultural Landscape (udpeget som et UNESCO Verdensarvssted i juli 2019).

## Dannelse
Vulkanen ligger inden for Newer Volcanics Province, et område defineret af dets geologiske træk. Dette dækker et område på 15.000 km², med over 400 små skjoldvulkaner og vulkanske ventilationsåbninger, og indeholder de yngste vulkaner i Australien. 
Indledende skøn over alderen for udbruddet i Budj Bim var alle "minimumsalder", baseret på sumpe, der dannede sig et stykke tid efter udbruddet og varierede fra 6.000 til 27.000 år BP (Before present).  Senere bevis tyder på, at udbruddet var mindst 30.000 BP (ved hjælp af daterede sedimenter i gulvet i Lake Surprise-krateret  ) og kunne have været så længe som 40.000 år siden for Tyrendarra-lavastrømmen.  Forskning offentliggjort i februar 2020 ved hjælp af argon-datering, en metode til radiometrisk datering, har dateret udbruddet for omkring 36.900 år siden. Konkret blev Budj Bim dateret til inden for 3.100 år på hver side af 36.900 år Before present (BP), og Tower Hill blev dateret til inden for 3.800 år på hver side af 36.800 år BP. På grund af tilstedeværelsen af menneskelige artefakter fundet under vulkansk aske ved Tower Hill er dette betydeligt en "aldersbegrænsning for menneskelig tilstedeværelse i Victoria" og kan også tolkes som bevis for Gunditjmaras historiefortællinger, der fortæller om vulkanudbrud, og er nogle af de ældste mundtlige traditioner, der findes.
Udbruddene frembragte Tyrendarra -lavastrømmen, der hovedsageligt flød i en sydlig retning ud i havet ved Tyrendarra, 50 km. væk. Strømmen forstyrrede det tidligere afvandingssystem; mod øst flyder Fitzroy -floden nu rent mellem lavastrømningens klipper og Mount Clay-skrænten; mod vest løber dens tilløb Darlot Creek gennem et mere komplekst landskab af sumpe, vådområder og tilstødende lavtliggende land, der er udsat for oversvømmelser. 

## Historisk og kulturel betydning
Selve vulkanen og de omkringliggende lavastrømme har stor historisk og kulturel betydning. Skabelseshistorien om det lokale Gunditjmara -folk er baseret på vulkanens udbrud for mere end 30.000 år siden. Det var via denne begivenhed, at forfædrenes skabervæsen kendt som Budj Bim blev kendt.
Tyrendarra lavastrømmen ændrede områdets afvandingsmønster og skabte store vådområder.  Fra nogle tusinder af år før europæisk bosættelse (et af fem ålefangstsystemer ved Condahsøen er blevet dateret til 6.600 år gammel), udviklede Gunditjmara-folket et system til akvakultur, som kanaliserede vandet i Darlot Creek til tilstødende lavvand områder, der fanger kortfinnet ål og andre fisk i en række stier, dæmninger og kanaler. Opdagelsen af disse store landbrugsteknikker og manipulation af landskabet, fremhævet i Bruce Pascoes bedst sælgende bog Dark Emu i 2014, viser, at de indfødte indbyggere ikke kun var jægere og samlere, men kultivatorer og landmænd.
Mange Gundjitmara-folk blev flyttet til Lake Condah-missionen, som senere blev en regeringsdrevet aboriginalsk reservat, som adskilte " halvkastede " børn fra deres forældre, der blev en del af de stjålne generationer.

### Beskyttede områder
Der er flere overlappende beskyttede eller kulturarvslistede områder, hvoraf to omfatter selve Budj Bim og de andre lavastrømme:
- Indfødt beskyttet område (en) (IPA):
  - Tyrendarra IPA (38°12′S 141°46′Ø / 38.200°S 141.767°Ø ), et areal på 248 hektar på Darlot Creek, blev oprettet i december 2003.[8] Dette område omfatter Peters-stedet mellem Fitzroy-floden og Darlot Creek købt af Gunditj Mirring Traditional Owners Aboriginal Corporation i 2010 og Kurtonitj-vådområderne mod nord erhvervet af Corporation i 2009.[9]
  - Kurtonitj IPA, dedikeret i 2009. [10]
  - Lake Condah IPA, som omfatter betydelige vådområder, blev dedikeret i 2010. [11]
- Budj Bim National Heritage Landscape, som omfatter både Tyrendarra -området (sted-ID 105678, cirka 275 hektar, 2 kilometer nord for Tyrendarra) og Mt Eccles Lake Condah-området (Place ID 105673, cirka 7.880 hektar , 6 kilometer sydvest for Macarthur, der omfatter Budj Bim Nationalpark (tidligere Mount Eccles Nationalpark), Stones State Faunal Reserve, Muldoons Aboriginal Land, Allambie Aboriginal Land og Lake Condah Mission ) blev føjet til National Heritage List den 20. juli 2004. [5] (Dette inkluderer Tyrendarra og Lake Condah IPA'er nævnt ovenfor, men ikke Kurtonitj. )
- Budj Bim kulturlandskab blev tilføjet til verdensarvslisten den 6. juli 2019. Der er tre komponenter i dette område: grænserne er for Budj Bim Nationalpark, Budj Bim Indigenous Protected Area, Tyrendarra Indigenous Protected Area og Lake Condah Mission.[12][13]